# Stagione di college football 1898
La Stagione di college football 1898 fu la trentesima stagione di college football negli Stati Uniti.
La stagione riporta l'esordio di 29 scuole statunitensi, in gran parte di secondaria importanza, tanto che molte di queste cessarono i loro programmi collegiali prima dell'inizio degli anni trenta e nessuna attualmente disputa campionati delle tre Division principali. Tuttavia aumenta il numero di gare disputate fino a 227.
Harvard guidata per il secondo e ultimo anno da William Cameron Forbes compila una stagione immacolata, senza sconfitte e senza pareggi, in cui spiccano le vittorie sui due campioni uscenti di Penn e Yale, ed è nominata retroattivamente campione nazionale da Billingsley, Helms Athletic Foundation, National Championship Foundation e Houlgate System; Harvard e Princeton (autore di una stagione da 11-0-1 e vittoria su Yale) vengono nominati co-campioni nazionali da Parke Davis. 

## Conference e vincitori
| Conference                                    | Scuola                   | Conf. V-S-P  | Totale V-S-P |
| --------------------------------------------- | ------------------------ | ------------ | ------------ |
| Triangular Football League                    | Dartmouth                | 2 - 0        | 5 - 6        |
| Colorado Football Association                 | Colorado School of Mines | (incompleto) | 9 - 0        |
| Maine Intercollegiate Athletic Association    | Bates                    | 4 - 0        | 6 - 0        |
| Michigan Intercollegiate Athletic Association | Kalamazoo                | 5 - 0        | 7 - 0        |
| Southern Intercollegiate Athletic Association | University of the South  | 3 - 0        | 4 - 0        |
| Western Conference                            | Michigan                 | 3 - 0        | 11 - 0       |

## Campioni nazionali
| 1898 | Harvard   | 11–0   | William Forbes | BR, HAF, HS, NCF |
| 1898 | Princeton | 11–0–1 |                | PD               |